# Pematang Sikek
Pematang Sikek is een bestuurslaag in het regentschap Rokan Hilir van de provincie Riau, Indonesië. Pematang Sikek telt 1952 inwoners (volkstelling 2010).